# قائمة قادة حرب أكتوبر المصريين

صورة للقادة في غرفة عمليات حرب أكتوبر 1973

حرب أكتوبر أو حرب العاشر من رمضان وتعرف أيضا في سورية باسم حرب تشرين التحريرية أما إسرائيل فتطلق عليها اسم حرب يوم الغفران (يوم كيبور)، هي الحرب العربية الإسرائيلية الرابعة التي شنتها كل من مصر وسوريا على إسرائيل في يوم السبت 6 أكتوبر 1973 الموافق ليوم 10 رمضان 1393 هـ بهجوم مفاجئ من قبل الجيش المصري والجيش السوري على القوات الإسرائيلية التي كانت مرابطة في سيناء وهضبة الجولان.
على الجبهة المصرية: حقق الجيش المصري الأهداف الإستراتيجية المرجوة من وراء المباغتة العسكرية لإسرائيل، كانت هناك إنجازات ملموسة في الأيام الأولى بعد شن الحرب، حيث توغلت القوات المصرية 20 كم شرق قناة السويس. لكن في نهاية الحرب انتعش الجيش الإسرائيلي وتمكن من فتح ثغرة الدفرسوار وعبر للضفة الغربية للقناة وفرض الحصار على الجيش الثالث الميداني ولكنه فشل في تحقيق أي مكاسب إستراتيجية سواء بالسيطرة على مدينة السويس أو قيادة الجيش الثالث. وفي أثناء الحرب قامت العديد من الدول العربية بمساعدة مصر وسوريا سواء عسكريا أو اقتصاديا، قررت مصر الالتزام بقرار مجلس الأمن لوقف إطلاق النار في يوم 22 أكتوبر 1973 بينما وافقت إسرائيل يوم 24 أكتوبر. وعُقدت اتفاقيات فض الاشتباك الأولى والثانية. ثم بعد ذلك بعد عدة مباحثات بين مصر وإسرائيل تم التوصل إلى اتفاقية سلام شامل في «كامب ديفيد» 1979.

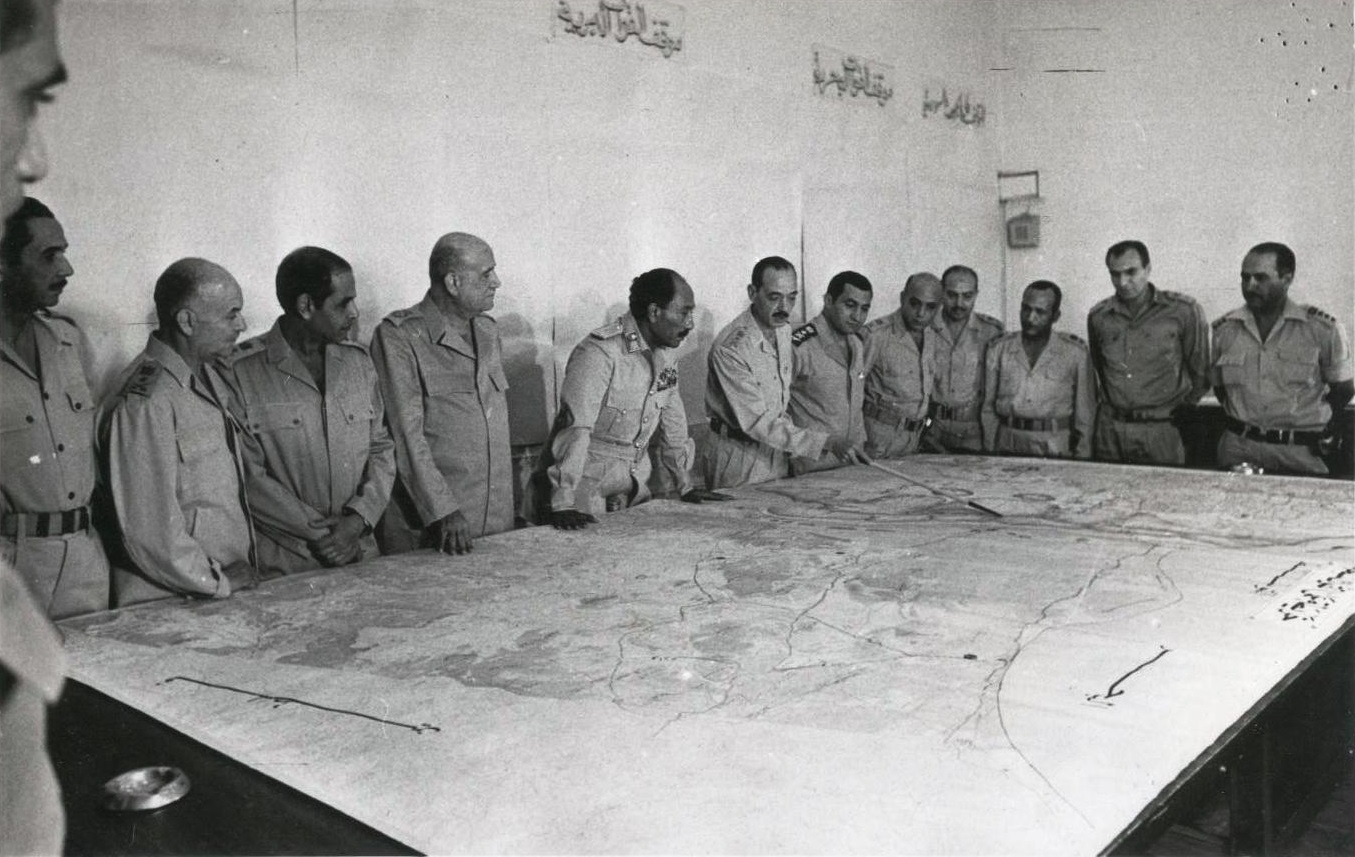
صورة القيادة العليا للقوات المسلحة المصرية عقب توقف الاشتباكات، فبراير 1974

شهدت القيادة العسكرية المصرية العديد من التغيرات بعد حرب 1967 حتى قبل حرب أكتوبر 1973:
- وزارة الحربية: تولى أمين هويدي وزارة الحربية (21 يوليو 1967 - 25 يناير 1968) ثم الفريق أول محمد فوزي (25 يناير 1968 - 13 مايو 1971) نتيجة استقالته. ثم الفريق محمد أحمد صادق (14 مايو 1971 - 26 أكتوبر 1972) وأحيل للتقاعد ثم تولى بعدها فريق أول أحمد إسماعيل علي 26 أكتوبر 1972 وتولى قيادة الجيش أثناء الحرب حتى وفاته في 25 ديسمبر 1974.[13]
- رئاسة أركان حرب الجيش المصري: كانت تحت قيادة الفريق عبد المنعم رياض (11 يونيو 1967 - 9 مارس 1969) حيث استشهد. ثم تولى المنصب اللواء أحمد إسماعيل علي 10 مارس 1969 - 10 سبتمبر 1969) لكن أحيل للتقاعد إثر حادثة الزعفرانة ثم شغل المنصب الفريق محمد أحمد صادق (10 سبتمبر 1969 - 12 مايو 1971). ثم الفريق سعد الدين الشاذلي (16 مايو 1971 - 12 ديسمبر 1973) وذلك حتى أقيل ليترك المنصب للفريق محمد عبد الغني الجمسي (12 ديسمبر 1973 - 1974).[14]
- رئاسة هيئة العمليات: اللواء محمد عبد الغني الجمسي (1 يناير 1972 - 12 ديسمبر 1973).[15]
- القوات البحرية: اللواء بحري محمود عبد الرحمن فهمي (11 سبتمبر 1969 - 24 أكتوبر 1972) ثم أحيل للتقاعد وتولى محله اللواء بحري فؤاد ذكري.
- القوات الجوية: اللواء جوي مدكور أبو العز (11 يونيو 1967 - 10 نوفمبر 1967) ثم لواء طيار مصطفى الحناوي (10 نوفمبر 1967 - 22 يونيو 1969) وأحيل للتقاعد إثر اختراق جوي إسرائيلي فوق القاهرة ثم اللواء طيار علي البغدادي حتى (22 أبريل 1972) ثم أقيل وتولى محله اللواء طيار حسني مبارك.[16]
- قوات الدفاع الجوي: تولى اللواء محمد علي فهمي منصب أول قائد لقوات الدفاع الجوي.
- المخابرات الحربية: اللواء محمد صادق ثم اللواء محرز مصطفى (24 أكتوبر 1972) وتمت إقالته ثم تولى المنصب اللواء إبراهيم فؤاد نصار.

فيما يلي أسماء القادة المصريين الذين شاركوا في حرب أكتوبر. مع العلم بأن:
- الرتبة العسكرية الواردة على ما كانت عليه أثناء حرب أكتوبر فقط.
- رُتبت القائمة وفقًا لترتيب الوحدات العسكرية وتسلسلها.

- المصادر على القائمة بالكامل

## رئيس الجمهورية والقائد الأعلى للقوات المسلحة
| المنصب                               | الاسم | الاسم             | القيادة                  |
| ------------------------------------ | ----- | ----------------- | ------------------------ |
| القائد الأعلى للقوات المسلحة المصرية |       | محمد أنور السادات | رئيس جمهورية مصر العربية |

## القيادات العليا للقوات المسلحة
| الرتبة    | الاسم | الاسم                  | القيادة |
| --------- | ----- | ---------------------- | --- |
| فريق أول  |       | أحمد إسماعيل علي       | القائد العام القوات المسلحة للقوات المسلحة ووزير الحربية، والقائد العام للجبهات (المصرية والسورية والأردنية). |
| فريق      |       | سعد الدين الشاذلي      | رئيس أركان حرب القوات المسلحة (حتى 12 ديسمبر 1973)                                                            |
| لواء      |       | محمد عبد الغني الجمسي  | رئيس هيئة العمليات (تولى منصب رئيس الأركان في 12 ديسمبر 1973)                                                 |
| لواء بحري |       | فؤاد ذكري              | قائد القوات البحرية                                                                                           |
| لواء طيار |       | محمد حسني مبارك        | قائد القوات الجوية                                                                                            |
| لواء      |       | محمد علي فهمي          | قائد قوات الدفاع الجوي                                                                                        |
| لواء      |       | نوال السعيد            | رئيس هيئة الإمداد والتموين                                                                                    |
| لواء      |       | كمال حسن علي           | مدير سلاح المدرعات                                                                                            |
| لواء      |       | محمد سعيد الماحي       | مدير سلاح المدفعية                                                                                            |
| لواء      |       | إبراهيم فؤاد نصار      | مدير المخابرات الحربية                                                                                        |
| لواء      |       | جمال محمد علي          | مدير سلاح المهندسين العسكريين نائبه هو (العميد الشهيد أحمد حمدي)                                              |
| لواء      |       | محمد عبد المنعم الوكيل | مدير سلاح المشاة                                                                                              |
| لواء      |       | نبيل شكري              | قائد قوات الصاعقة                                                                                             |
| عميد      |       | محمود عبد الله         | قائد قوات المظلات                                                                                             |

## قيادات الجيش الثاني الميداني
| الرتبة | الاسم | الاسم                     | القيادة                  | ملاحظات                                                                              |
| ------ | ----- | ------------------------- | ------------------------ | ------------------------------------------------------------------------------------ |
| لواء   |       | سعد الدين مأمون           | قائد الجيش الثاني        | أصيب بنوبة قلبية يوم 14 أكتوبر فتولى اللواء عبد المنعم خليل قيادة الجيش في 16 أكتوبر |
| لواء   |       | عبد المنعم خليل           | قائد الجيش الثاني        | تولى قيادة الجيش في 16 أكتوبر                                                        |
| لواء   |       | تيسير العقاد              | رئيس أركان الجيش الثاني  | تولى قيادة الجيش الثاني بالإنابة من 14 -16 أكتوبر                                    |
| عميد   |       | محمد عبد الحليم أبو غزالة | قائد مدفعية الجيش الثاني |                                                                                      |

## قيادات الجيش الثالث الميداني
| الرتبة | الاسم | الاسم                | القيادة                  | ملاحظات                                                                  |
| ------ | ----- | -------------------- | ------------------------ | ------------------------------------------------------------------------ |
| لواء   |       | عبد المنعم محمد واصل | قائد الجيش الثالث        | في 13 ديسمبر 1973 تم تعيين اللواء أحمد بدوي قائداً للجيش الثالث الميداني. |
| لواء   |       | مصطفى شاهين          | رئيس أركان الجيش الثالث  |                                                                          |
| لواء   |       | محمد نبيه السيد      | رئيس عمليات الجيش الثالث |                                                                          |
| عميد   |       | منير شاش             | قائد مدفعية الجيش الثالث |                                                                          |

## قادة المناطق والقطاعات العسكرية
| الرتبة | الاسم | الاسم              | القيادة                          | ملاحظات |
| ------ | ----- | ------------------ | -------------------------------- | --- |
| لواء   |       | عبد المنعم خليل    | قائد المنطقة العسكرية المركزية   | تولى منصب قائد المنطقة المركزية العسكرية حتى يوم 16 أكتوبر عندما كلفه رئيس الأركان بقيادة الجيش الثاني الميداني خلفًا للواء سعد مأمون |
| لواء   |       | عباس محمد عوض الله | قائد المنطقة الشمالية العسكرية   | |
| لواء   |       | أبو بكر محمد حمدي  | قائد المنطقة الجنوبية العسكرية   | |
| لواء   |       | محمد كمال الدين    | قائد المنطقة الغربية العسكرية    | |
| لواء   |       | إبراهيم كامل محمد  | قائد منطقة البحر الأحمر العسكرية | |
| لواء   |       | عمر خالد حسن       | قائد قطاع بورسعيد العسكري        | |

## رؤساء عمليات حرب
| الرتبة    | الاسم | الاسم                      | القيادة                                                       |
| --------- | ----- | -------------------------- | ------------------------------------------------------------- |
| عقيد      |       | صالح أحمد عيد زين الدين    | رئيس عمليات الوحدات البرية                                    |
| عميد جوي  |       | فاروق صالح أحمد فاروق      | رئيس عمليات الوحدات الجوية                                    |
| مقدم بحري |       | محمد عبد الهادى عبد الفتاح | رئيس عمليات الوحدات البحرية وقائد وحدات استخبارات عسكرية سرية |

## قادة الفرق
| الرتبة | الاسم | الاسم                 | القيادة                      | ملاحظات                                                                                   |
| ------ | ----- | --------------------- | ---------------------------- | ----------------------------------------------------------------------------------------- |
| عميد   |       | حسن أبو سعدة          | قائد الفرقة 2 مشاة           |                                                                                           |
| عميد   |       | محمد نجاتي فرحات      | قائد الفرقة 3 مشاة ميكانيكي  |                                                                                           |
| عميد   |       | محمد عبد العزيز قابيل | قائد الفرقة 4 مدرعة          |                                                                                           |
| عميد   |       | محمد أبو الفتح محرم   | قائد الفرقة 6 مشاة ميكانيكي  |                                                                                           |
| عميد   |       | أحمد بدوي سيد أحمد    | قائد الفرقة 7 مشاة           | (في 13 ديسمبر 1973، رقي إلى رتبة اللواء، وعين قائداً للجيش الثالث الميداني، أثناء المعارك) |
| عميد   |       | عبد رب النبي حافظ     | قائد الفرقة 16 مشاة          | (اصيب خلال المعارك)                                                                       |
| عميد   |       | فؤاد عزيز غالي        | قائد الفرقة 18 مشاة          | (اصيب خلال المعارك)                                                                       |
| عميد   |       | يوسف عفيفي            | قائد الفرقة 19 مشاة          |                                                                                           |
| عميد   |       | إبراهيم العرابي       | قائد الفرقة 21 مدرعة         |                                                                                           |
| عميد   |       | أحمد عبود الزمر       | قائد الفرقة 23 مشاة ميكانيكي | (استشهد في 19 أكتوبر)                                                                     |

## قادة الألوية ومجموعات الصاعقة
| الرتبة | الاسم | الاسم                      | القيادة                          | ملاحظات                                                                |
| ------ | ----- | -------------------------- | -------------------------------- | ---------------------------------------------------------------------- |
| عقيد   |       | محمد توفيق أبو شادي        | قائد اللواء الأول المدرع         | (استشهد في 14 أكتوبر) وحل محله العقيد سيد صالح                         |
| عقيد   |       | صلاح ذكي                   | قائد اللواء الأول مشاة ميكانيكي  |                                                                        |
| عقيد   |       | أنور خيري                  | قائد اللواء الثاني المدرع        |                                                                        |
| عقيد   |       | محمد الفاتح كريم           | قائد اللواء الثاني مشاه ميكانيكي |                                                                        |
| عقيد   |       | نور الدين عبد العزيز       | قائد اللواء الثالث مدرع          | (استشهد في 14 أكتوبر)                                                  |
| عقيد   |       | شفيق متري سيدراك           | قائد اللواء الثالث مشاة اّليه     | (استشهد في 9 أكتوبر)                                                   |
| عقيد   |       | محمود حسن المصري           | قائد اللواء الرابع مشاة          |                                                                        |
| عقيد   |       | محمود المهدي               | قائد اللواء السادس مشاة ميكانيكي |                                                                        |
| عقيد   |       | فوزي محسن                  | قائد اللواء السابع مشاة          |                                                                        |
| عقيد   |       | فؤاد صالح ذكي              | قائد اللواء الثامن مشاة          |                                                                        |
| عقيد   |       | جمال تلمي                  | قائد اللواء التاسع مهندسين كباري |                                                                        |
| عقيد   |       | محمود أمين نمر             | قائد اللواء العاشر مشاة ميكانيكي |                                                                        |
| عقيد   |       | فاروق الصياد               | قائد اللواء 11 مشاة ميكانيكي     |                                                                        |
| عقيد   |       | عادل سليمان                | قائد اللواء 12 مشاة              |                                                                        |
| عقيد   |       | عثمان كامل                 | قائد اللواء 14 مدرع              |                                                                        |
| عقيد   |       | أحمد تحسين شنن             | قائد اللواء 15 المدرع المستقل    |                                                                        |
| عقيد   |       | عبد الحميد عبد السميع      | قائد اللواء 16 مشاة              |                                                                        |
| عقيد   |       | طلعت مسلم                  | قائد اللواء 18 مشاة ميكانيكي     |                                                                        |
| عقيد   |       | مصطفى حسن                  | قائد اللواء 22 مدرع              | (استشهد في 22 أكتوبر)                                                  |
| عقيد   |       | حسن عبد الحميد             | قائد اللواء 23 مدرع              | (أصيب)                                                                 |
| عقيد   |       | جورج حبيب                  | قائد اللواء 24 مدرع              | (أصيب)                                                                 |
| عميد   |       | أحمد حلمي بدوي             | قائد اللواء 25 مدرع مستقل        |                                                                        |
| عقيد   |       | محمد نبيل سالم             | قائد اللواء 28 اقتحام جوي        |                                                                        |
| عميد   |       | مصطفى جودت العباسي         | قائد اللواء 30 مشاة مستقل        |                                                                        |
| رائد   |       | صلاح عبد السلام حواش       | قائد الكتيبة 41 فهد              |                                                                        |
| مقدم   |       | عاطف منصف                  | قائد اللواء 85 مظلات             |                                                                        |
| عقيد   |       | فاروق فتوح عواد الزهيري    | قائد اللواء 90 مشاة ميكانيكي.    |                                                                        |
| عميد   |       | فؤاد محمد سلطان            | قائد اللواء 109 مهندسين كباري    |                                                                        |
| عقيد   |       | عادل يسري                  | قائد اللواء 112 مشاة             | (أصيب)                                                                 |
| عقيد   |       | حسين رضوان                 | قائد اللواء 116 مشاة ميكانيكي    | (استشهد في 16 أكتوبر)                                                  |
| عقيد   |       | محمد حمدي الحديدي          | قائد اللواء 117 مشاة ميكانيكي    | (أصيب)                                                                 |
| عقيد   |       | محمود شعيب                 | قائد اللواء 130 مشاة برمائي خاصة |                                                                        |
| عقيد   |       | أحمد صلاح الدين عبد الحليم | قائد اللواء 135 مشاة             |                                                                        |
| عقيد   |       | أحمد محمد عبده             | قائد اللواء 136 مشاة ميكانيكي    |                                                                        |
| عقيد   |       | إسماعيل عزمي               | قائد اللواء 182 مظلات            |                                                                        |
| عقيد   |       | إبراهيم الرفاعي            | قائد المجموعة 39 قتال صاعقة خاصة | (استشهد في 19 أكتوبر وحل محله العقيد محمد عالي نصر ثم الرائد محيي نوح) |
| عقيد   |       | فؤاد بسيوني                | قائد المجموعة 127 صاعقة          |                                                                        |
| عقيد   |       | علي هيكل                   | قائد المجموعة 129 صاعقة          |                                                                        |
| عقيد   |       | كمال عطية                  | قائد المجموعة 136 صاعقة          |                                                                        |
| عقيد   |       | أسامة إبراهيم              | قائد المجموعة 139 صاعقة          |                                                                        |
| عقيد   |       | السيد الشرقاوي             | قائد المجموعة 145 صاعقة          |                                                                        |
| مقدم   |       | إبراهيم عبد التواب         | قائد الكتيبة 603 مشاة ميكانيكي   | (استشهد في 17 أكتوبر)                                                  |